# Christine Neder
Christine Neder (* 8. August 1985 in Schweinfurt) ist eine deutsche Autorin, Kolumnistin und Journalistin.

## Wirken
Bekannt wurde Neder durch ihr Projekt „90 Nächte, 90 Betten“. Drei Monate lang schlief sie in Berlin als Couchsurferin jede Nacht in einer anderen Wohnung – als Gast ihr bis dahin nur über das Internet bekannter Menschen. Ihre Erlebnisse schilderte sie in einem Buch. Währenddessen berichtete sie zudem in ihrem privaten Blog sowie in einer Kolumne auf Spiegel Online.
Ihr zweites Buch lehnt sich an ihr Erstlingswerk an. Unter dem Titel 40 Festivals in 40 Wochen erschien ihr Selbstversuch, in dem sie verschiedene Festivals rund um den Globus besuchte und beschrieb. Während der 40 Wochen berichtete sie u. a. im Radiosender Fritz über ihre Erlebnisse.
Beide bisherigen Bücher von Christine Neder erschienen im Schwarzkopf & Schwarzkopf Verlag.
Neder veröffentlichte zudem Beiträge für das Zeitmagazin und Zeit Online.

## Veröffentlichungen
- 2011: 90 Nächte, 90 Betten, Schwarzkopf & Schwarzkopf, ISBN 978-3862650361
- 2012: 40 Festivals in 40 Wochen – Von einer, die auszog, das Feiern zu lernen, Schwarzkopf & Schwarzkopf, ISBN 978-3862651955